# Metalmania
Metalmania – coroczny festiwal muzyki metalowej i hardrockowej odbywający się od 1986, zainaugurowany przez Tomasza Dziubińskiego, przy udziale następujących instytucji: WPWS Spodek, Śląski Jazz Club i Klub Miłośników Heavy Metal. Obecnie festiwal organizuje wytwórnia muzyczna Metal Mind Productions, której Dziubiński jest założycielem.
Pierwsza Metalmania odbyła się w Katowicach, w hali widowiskowej „Spodek”. „Spodek” był miejscem festiwalu do 1991 roku.
W 1991 roku festiwal odbył się w hali widowiskowo-sportowej w Jastrzębiu-Zdroju, w 1992 i 1999 w hali Baildon w Katowicach, w latach 1993–1995 odbywał się w zabrzańskim OSiR, a w 1996 w Miejskim Centrum Kultury i Sportu w Jaworznie. W latach 1997–1998 festiwal powrócił do „Spodka”, od 2000 roku festiwal organizowany jest nieprzerwanie w „Spodku”. Pierwsze dwa festiwale były imprezami dwudniowymi. Trzecia edycja została podzielona na dwa koncerty w ciągu jednego dnia.
W 2009 roku w związku z remontem Spodka Metalmania nie odbyła się. Dla podtrzymania tradycji festiwalu firma Metal Mind Productions zorganizowała koncert pod nazwą Metalmania Fest 2009, który miał miejsce 7 marca w warszawskim klubie Stodoła. Podczas koncertu wystąpiły takie grupy jak Exodus, Overkill oraz Soulfly.
Metalmania reaktywowała się dopiero w 2017 r.

## Historia występów
Opracowano na podstawie materiału źródłowego.

### 1986
(„Spodek”, Katowice, 4-5 kwietnia)
- Dzień pierwszy: Super Box, Vincent Van Gogh, 666XHE, Jaguar, Test Fobii, Wilczy Pająk, Turbo, Killer, Alaska
- Dzień drugi: Voodoo, Ferrum, Vader, Dragon, Stos, Killer, Kat, Alaska

### 1987
(„Spodek”, Katowice, 3-4 kwietnia)
- Dzień pierwszy: Hammer, Destroyer, Turbo, TSA, Overkill, Running Wild, Helloween
- Dzień drugi: Dragon, Stos, Wilczy Pająk, Open Fire, Kat, Overkill, Running Wild, Helloween

Z tej edycji został wydany potrójny album muzyczny pt. Metalmania ’87

### 1988
(„Spodek”, Katowice, 16 kwietnia)
- Koncert I – godz. 9:00: Genocide, Awgust (ZSRR), Hammer, Citron (CSRS), Wolf Spider, Rage (RFN), Kreator (RFN)
- Koncert II – godz. 16:00: Destroyer (Destroyers), Citron (CSRS), Ossian (Węgry), Dragon, Turbo, Rage (RFN), Kreator (RFN)

### 1989
(„Spodek”, Katowice, 16 kwietnia)

Egzekuthor, Dragon, MCB, Open Fire, Arakain (Czechy), Gomor, Hammer, Astharoth, Alastor, Turbo, Protector (RFN), Sacred Chao (RFN), Coroner (Szwajcaria).

### 1990
(„Spodek”, Katowice, 21 kwietnia)

Destroyers, Alastor, Dragon, Acid Drinkers, Astharoth, Wolf Spider, Hammer, Turbo, Kreator, Protector,

### 1991
(Hala Widowiskowo-Sportowa, Jastrzębie-Zdrój, 21 kwietnia)

Egzekuthor, Despair, Vader, Pungent Stench, Holy Moses, Dragon, Massacra, Acid Drinkers, Candlemass, Atrocity

### 1992
(Hala Baildon, Katowice, 24 kwietnia)

Danger Drive, Sparagmos, Acid Drinkers, Master, Demolition Hammer, Grave, Paradise Lost, Sepultura, Massacre

### 1993
(MOSiR, Zabrze, 18 kwietnia)

Betrayer, Sparagmos, Kat, Valdi Moder, Therion, Messiah, Cannibal Corpse, Carcass, Death

### 1994
(MOSiR, Zabrze, 10 kwietnia)

Pandemonium, Betrayer, Hazael, Quo vadis, Magnus, Ghost, Vader, Samael, Unleashed, Cannibal Corpse, Morbid Angel

### 1995
(MOSiR, Zabrze, 23 kwietnia)

Death, Unleashed, Grave, Samael, Head Like a Hole, Shihad, Corruption, Mash, Acid Drinkers, Dynamind, Quo Vadis, Hedone.

### 1996
(Miejskie Centrum Kultury i Sportu, Jaworzno, 18 maja)

My Own Victim, Power Of Expression, Stuck Mojo, Snapshot, Merauder, Rotting Christ, Moonspell, Tuff Enuff, Acid Drinkers, Manhole, Drain, Fear Factory

### 1997
(„Spodek”, Katowice, 2 maja)

Sundown, Alastis, Sirrah Moonlight, The Gathering, Samael, Moonspell, Tiamat, Alpheratz, Pik, Anathema

### 1998
(„Spodek”, Katowice, 28 marca)

Judas Priest, Morbid Angel, Vader, The Gathering, Therion, Hammerfall, Dimmu Borgir, Gorefest

### 1999
(Hala Baildon, Katowice, 15 maja)

Samael, Vader, Grip Inc., Anathema, Turbo, Lacuna Coil, Artrosis, Tower, Christ Agony, Evemaster, Pik

### 2000
(„Spodek”, Katowice, 29 maja)

The Sins Of Thy Beloved, Lux Occulta, Moonlight, Behemoth, Artrosis, Katatonia, Theatre of Tragedy, My Dying Bride, Tiamat, Yattering, Opeth

### 2002
(„Spodek”, Katowice, 16 marca)

Paradise Lost, Tiamat, Moonspell, Cannibal Corpse, Immortal, Flowing Tears, Thy Disease

### 2003
(„Spodek”, Katowice, 5 kwietnia)
- Duża scena: Samael, Saxon, Opeth, Vader, Anathema, Sweet Noise, The Exploited, Marduk, God Dethroned, Malevolent Creation, Enter Chaos, Delight, Lost Soul
- Mała scena: Elysium, Crionics, Dominium, Anal Stench, Misteria, StrommoussHeld, Azarath, Never, Vesania, Parricide, Demise

### 2004
(„Spodek”, Katowice, 13 marca)
- Duża scena: Soulfly, Moonspell, Tiamat, Morbid Angel, TSA, Michael Schenker Group, Enslaved, Epica, Krisiun, Decapitated, Trauma, Esqarial & Kupczyk
- Mała scena: Neolith, Centurion, Luna Ad Noctum, Immemorial, Chainsaw, Tenebrosus, Hedfirst, Shadows Land, Devilyn, Atrophia Red Sun, Asgaard, Bright Ophidia, Spinal Cord

### 2005
(„Spodek”, Katowice, 12 marca)
- Duża scena: Cradle of Filth, Apocalyptica, Turbo, Napalm Death, Arcturus, Pain, The Haunted, Dark Funeral, Katatonia, Amon Amarth, Dies Irae, Darzamat, ANJ
- Mała scena: Valinor, Dead By Dawn, Naumachia, Abused Majesty, Mess Age, Supreme Lord, Pyorrhoea, Quo vadis, Hell-Born, Hedfirst, Hermh, Thunderbolt

### 2006
(„Spodek”, Katowice, 4 marca)
- Duża scena: Therion, Anathema, Moonspell, Nevermore, U.D.O., Acid Drinkers, Unleashed, 1349, Hunter, Soilwork, Hieronymus Bosh, Caliban, Vesania, +goście specjalni: Evergrey
- Mała scena: Belphegor, The Old Dead Tree, Beseech, Centinex, Antigama, The No-Mads, Misanthrope, Corruption, Suidakra, Totem, Shadows Land, Archeon

### 2007
(„Spodek”, Katowice, 24 marca)
- Duża scena:Testament, Paradise Lost, My Dying Bride, BLAZE, Entombed, Jørn Lande, Sepultura, Korpiklaani, Crystal Abyss, Zyklon, Destruction, Darzamat + Roman Kostrzewski (gościnnie), Vital Remains
- Mała scena: Benediction, Anata, Forever Will Burn, Root, Týr, Wu-Hae, Horrorscope, Deivos, Ciryam, Carnal, Sphere, Witchking

### 2008
(„Spodek”, Katowice, 8 marca)
- Duża scena: Megadeth, The Dillinger Escape Plan, Satyricon, Overkill, Vader, Immolation, Artillery, Flotsam and Jetsam, Marduk, Primordial, Inside You, Poison the Well
- Mała scena: Stolen Babies, Evile, October File, Mortal Sin, Drone, Demonical, Non Divine, Izegrim, Wrust, Pandemonium, Carrion

### 2009
Festiwal nie odbył się. Imprezę zastąpiono koncertem w Warszawie pt. Metalmania Fest 2009.

### 2017
(„Spodek”, Katowice, 22 kwietnia)

- Duża scena: Vader, Sodom, Animations, Tygers of Pan Tang, Sinister, Arcturus, Furia, Entombed A.D., Coroner, Moonspell, Samael[10][11][12]
- Mała scena: Impaled Nazarene, Stillborn, Infernal War, Obscure Sphinx, CETI, Entropia, Mentor, Thermit, In Twilight's Embrace, Mord'A'Stigmata, THAW[10][11][12]

### 2018
(„Spodek”, Katowice, 7 kwietnia)
- Duża scena: Wolf Spider, Insammer, Xentrix, Skyclad, Dead Congregation, Mekong Delta, Kat & Roman Kostrzewski, Deströyer 666, Asphyx, Emperor, Napalm Death, Blaze of Perdition

- Mała scena: Ketha, Roadhog, Minetaur, Shodan, Inverted Mind, Kult Mogił, Terrordome, Alastor, Viscera///, Voidhanger, Ragehammer, Anima Damnata[13]